# 亞洲高清台自製高清節目列表
本列表列舉亞洲電視亞洲高清台播放中或經已播放完畢的各式自製節目。

## 2009年
| 首播日期 | 首播年份 | 狀態   | 節目名稱                          | 主持                                                                           | 官方網頁 | 備註 |
| 4月1日   | 2009年   | 播放中 | Eva會客室                         | 黎燕珊                                                                         | 網頁     | 本部分為師奶你好嘢的其中一部分，此獨立環節曾在前高清頻道播放，同時屬於生活加油站的環節中一部分播出中，但2011年5月8日再次成為亞洲台一個獨立節目。 |
| 4月1日   | 2009年   | 已完結 | 師奶你好嘢                        | 龔慈恩、楊羚、黎燕珊、黃璦瑤、陳嘉輝、梁皓楷、蔡國威                           | 網頁     | |
| 4月1日   | 2009年   | 已完結 | 祖國新貌                          | 由新聞部記者旁述                                                               |          | |
| 4月5日   | 2009年   | 播放中 | 照遍天下                          | 楊志強                                                                         |          | 續播文化資訊頻道 |
| 4月25日  | 2009年   | 已完結 | 開心大發現2009                    | 林韋辰、鮑起靜、林雋健(已退演)、梁慧恩、何卓瑩、陳啟泰、劉家聰、姚佳雯、吳嘉星 | 網頁     | |
| 5月18日  | 2009年   | 已完結 | 媽媽不懂的事                      | 伍偉樂、吳嘉星、黃倩婷                                                         | 網頁     | |
| 5月18日  | 2009年   | 已完結 | 男人做晒                          | 袁文傑、陳嘉輝、周子濠、梁皓楷、劉家聰、馮家俊、蒲進                           | 網頁     | |
| 5月28日  | 2009年   | 已完結 | 香港亂噏                          | 盧海鵬、鄭啟泰、樓南光、劉錫賢、姜皓文、蔡國威、 秦啟維、吳嘉星、蒲進、林超榮  | 網頁     | 可以過渡至2010年。 |
| 6月7日   | 2009年   | 已完結 | 時尚生活Guide                     | 張家瑩、姚佳雯、顏子菲、袁小曼、林小苑、梁雪湄                                 |          | |
| 7月25日  | 2009年   | 已完結 | 亞洲星光大道                      | 曾寶儀、林曉峰、Maria Cordero、吳國敬、劉以達                                  | 網頁     | |
| 8月24日  | 2009年   | 已完結 | 2009亞洲小姐競選前奏 亞洲小姐競選 |                                                                                |          | |
| 9月26日  | 2009年   | 已完結 | 台灣好味道                        | 黃麗梅                                                                         | 網頁     | |
| 10月5日  | 2009年   | 已完結 | 通識小學堂                        | 伍偉樂、黃倩婷、戚黛黛                                                         | 網頁     | 於2011年5月3日亞洲高清台改革為亞洲台後取消於亞洲台播放。                                                                                         |
| 12月19日 | 2009年   | 已完結 | 財神到                            | 徐乃麟、林韋辰                                                                 | 網頁     | 與本港台同步播出 |

## 2010年
| 首播日期 | 首播年份 | 狀態   | 節目名稱                                         | 主持                                                               | 官方網頁 | 備註                                                     |
| 1月3日   | 2010年   | 已完結 | 亞洲星光大道2                                    | 曾寶儀、林曉峰                                                     | 網頁     |                                                          |
| 1月—日   | 2010年   | 已完結 | 韓語1FUN鐘                                       | 李明憲、譚杏藍                                                     |          | 與本港台同步播出                                         |
| 2月—日   | 2010年   | 已完結 | 世博年漫遊長三角                                 | 秦啟維、筱靖、李彤                                                 | 網頁     |                                                          |
| 2月—日   | 2010年   | 已完結 | 娛樂紅人館                                       | 李志剛、何卓瑩                                                     | 網頁     |                                                          |
| 3月—日   | 2010年   | 已完結 | 生活加油站                                       | 袁文傑、黎燕珊、陳嘉輝、戚黛黛、蒲進、楊羚、李明憲、黃文韜         | 網頁     | 於2011年5月3日亞洲高清台改革為亞洲台後取消於亞洲台播放。 |
| 3月20日  | 2010年   | 已完結 | 肥媽老友記                                       | 肥媽                                                               | 網頁     | 與本港台同步播出                                         |
| 3月20日  | 2010年   | 已完結 | 廣州美食地圖                                     | 袁彩雲                                                             | 網頁     | 與本港台同步播出                                         |
| 5月29日  | 2010年   | 已完結 | 第十五屆十大電視廣告頒獎典禮                     | 張達明、谷德昭、諸葛梓岐                                           | 網頁     | 與本港台同步播出                                         |
| 7月3日   | 2010年   | 已完結 | 亞洲星光大道3                                    | 曾寶儀、林曉峰                                                     | 網頁     | 與本港台同步播出                                         |
| 7月27日  | 2010年   | 已完結 | 今夜星光燦爛 星光特集                            | 亢帥克、蔡梓銘、陳蕾、戴畹旂、古卓文、于天龍、黃慶堯、林元彪       | 網頁     |                                                          |
| 8月1日   | 2010年   | 已完結 | 青春無敵Free D水運會                             | 袁文傑、姜皓文、吳嘉星、林紫君、張加慧、譚杏藍、Donut、Pure Models |          | 與本港台同步播出                                         |
| 8月2日   | 2010年   | 已完結 | 感動香港 2010第一屆感動香港十大人物評選          | 鮑起靜、林韋辰                                                     | 網頁     | 與本港台同步播出                                         |
| 8月8日   | 2010年   | 已完結 | 開心大發現2010                                   | 鮑起靜、林韋辰、梁慧恩、何卓瑩、蔡梓銘、于天龍                     | 網頁     |                                                          |
| 8月16日  | 2010年   | 已完結 | 亞洲小天使才藝大賽 亞洲小天使演野大召集          | 梁小冰、陳嘉輝、袁文傑、戚黛黛、譚杏藍                             | 網頁     | 與本港台同步播出                                         |
| 9月25日  | 2010年   | 已完結 | 嶺南尋根之旅                                     | 鮑起靜、鄭啟泰、吳嘉星、林紫君                                     | 網頁     | 與本港台同步播出                                         |
| 10月25日 | 2010年   | 已完結 | 2010亞洲小姐競選 2010亞洲小姐競選 －踏上美麗青雲 | 谷德昭、林韋辰、王健、林泉、管婷婷、林紫君                         | 網頁     | 與本港台同步播出                                         |
| 12月13日 | 2010年   | 播放中 | 音樂全方位 Music 120                             | 戚黛黛、吳家寶、吳嘉星、顏子菲                                     |          |                                                          |

## 2011年
| 首播日期 | 首播年份      | 狀態   | 節目名稱          | 主持                                                    | 官方網頁 | 備註                     |
| 1月24日  | 2011年        | 已完結 | 賀年兔餐好味道    | 黃麗梅、李明憲、李志豪、蔡梓銘                          | 網頁     |                          |
| 1月24日  | 2011年        | 已完結 | 弄潮神州數風流    | 殷莉                                                    |          |                          |
| 1月25日  | 2011年        | 已完結 | 兔氣揚眉過肥年    | 林韋辰、劉錫賢、秦啟維、吳嘉星 、陳若嵐、何卓瑩、李志豪 | 網頁     |                          |
| 2月13日  | 2011年        | 已完結 | 人氣春晚‧唱紅亞洲 | 鮑起靜、陳啟泰、朱慧珊、 林韋辰、袁文傑、溫超、 姚佳雯  | 網頁     |                          |
| 2月13日  | 2011年        | 已完結 | 智醒智勁四方城    | 林敏驄、譚杏藍、陳綺雯                                  | 網頁     | 5月8日起與本港台同步播映 |
| 2月14日  | 2010年        | 已完結 | 杭州好味道        | 姚佳雯、蒲進                                            | 網頁     |                          |
| 3月14日  | 2010年-2011年 | 已完結 | 上海好味道        | 黃麗梅、趙碩之、羅霖                                    | 網頁     |                          |